# 6 uur van de Nürburgring
De 6 uur van de Nürburgring, voorheen de 1000 kilometer van de Nürburgring, is een race uit het FIA World Endurance Championship. De race vindt plaats op de Nürburgring. De eerste editie vond in 1953 plaats, en de eerste race in het kader van het WEC werd in 2015 gehouden.

## Geschiedenis
Tussen 1953 en 1982 werd de 6 uur van de Nürburgring op de 22,81 kilometer lange Nürburgring Nordschleife gehouden. De race werd destijds georganiseerd in het kader van het World Sportscar Championship. Normaal gesproken werden er 44 ronden (1003,64 km, na 1967 1004,64) afgelegd, wat acht uur duurde. Naarmate de auto's sneller werden, duurde de race zes uur.
De eerste editie werd gewonnen door de Ferrari van Alberto Ascari en Giuseppe Farina. Het aantal toeschouwers lag in deze editie laag, wat werd toegeschreven aan het gebrek aan Duitse kanshebbers. Toen duidelijk werd dat de Mercedes-Benz 300 SLR niet op tijd af zou zijn voor de editie van 1954, werd deze race afgelast. Ook in 1955 ging de race niet door, alhoewel dit in de nasleep van de ramp tijdens de 24 uur van Le Mans gebeurde. In de jaren '60 en '70 nam de populariteit toe, en na 1976 werd het een van de populairste races op het circuit nadat de Formule 1 er vanwege de veiligheid besloot niet meer te rijden.
In 1983 werd de race voor de laatste keer op de Nordschleife gehouden. Deze editie werd gewonnen door de Porsche van Jochen Mass en Jacky Ickx. Het circuit was dat jaar vanwege werkzaamheden al ingekort naar 20,832 kilometer. Stefan Bellof reed tijdens de vrije trainingen dat jaar tevens de destijds snelste ronde op het circuit ooit met een tijd van 6:11.13.
Sinds 1984 vond de race plaats op het nieuwe en kortere Grand Prix-circuit. De 24 uur van de Nürburgring bleef wel actief op de Nordschleife. In 1989 werd de race ingekort naar 480 kilometer en in 1991 naar 430 kilometer, voordat het World Sportscar Championship in 1992 ophield te bestaan.
In 2000 werd de 1000 kilometer van de Nürburgring nieuw leven ingeblazen als onderdeel van de American Le Mans Series, nadat de Duitse automerken BMW en Audi met competitieve auto's naar de langeafstandsracerij waren teruggekeerd. In een natte race won de Panoz van Jan Magnussen en David Brabham. Tussen 2004 en 2009 werd de race gehouden in het kader van de Le Mans Series. In 2010 vond het plaats onder de noemer Oldtimer Festival, voordat deze in 2013 en 2014 als race in de Blancpain Endurance Series werd gehouden.
Tussen 2015 en 2017 werd de 1000 kilometer van de Nürburgring omgedoopt tot de 6 uur van de Nürburgring en werd het gehouden als race in het FIA World Endurance Championship. Alle races werden gewonnen door Porsche. In 2020 keerde de race terug als ronde uit het GT World Challenge Europe Endurance Cup, de opvolger van de Blancpain Endurance Series, en sinds 2021 duurt de race drie uur.

## Winnaars
| Jaar                              | Winnaars                                              | Team                              | Auto                              | Tijd                              | Verslag                           |               |
| 1000 kilometer van de Nürburgring | 1000 kilometer van de Nürburgring                     | 1000 kilometer van de Nürburgring | 1000 kilometer van de Nürburgring | 1000 kilometer van de Nürburgring | 1000 kilometer van de Nürburgring |               |
| --------------------------------- | ----------------------------------------------------- | --------------------------------- | --------------------------------- | --------------------------------- | --------------------------------- | ------------- |
| 1953                              | Alberto Ascari Giuseppe Farina                        | Automobili Ferrari                | Ferrari 375 MM Spyder             | 8:20:44.000                       | Verslag                           |               |
| 1954- 1955                        | Niet gehouden                                         | Niet gehouden                     | Niet gehouden                     | Niet gehouden                     | Niet gehouden                     | Niet gehouden |
| 1956                              | Piero Taruffi Harry Schell Jean Behra Stirling Moss   | Officine Alfieri Maserati         | Maserati 300S                     | 7:43:54.400                       | Verslag                           |               |
| 1957                              | Tony Brooks Noël Cunningham-Reid                      | David Brown                       | Aston Martin DBR1/300             | 7:33:38.200                       | Verslag                           |               |
| 1958                              | Stirling Moss Jack Brabham                            | David Brown                       | Aston Martin DBR1/300             | 7:23:33.000                       | Verslag                           |               |
| 1959                              | Stirling Moss Jack Fairman                            | David Brown                       | Aston Martin DBR1/300             | 7:33:18.000                       | Verslag                           |               |
| 1960                              | Stirling Moss Dan Gurney                              | Camoradi USA                      | Maserati Tipo 61                  | 7:31:40.500                       | Verslag                           |               |
| 1961                              | Lloyd Casner Masten Gregory                           | Camoradi USA                      | Maserati Tipo 61                  | 7:51:39.200                       | Verslag                           |               |
| 1962                              | Phil Hill Olivier Gendebien                           | SpA Ferrari SEFAC                 | Ferrari 246 SP                    | 7:33:27.700                       | Verslag                           |               |
| 1963                              | John Surtees Willy Mairesse                           | SpA Ferrari SEFAC                 | Ferrari 250 P                     | 7:32:18.000                       | Verslag                           |               |
| 1964                              | Ludovico Scarfiotti Nino Vaccarella                   | SpA Ferrari SEFAC                 | Ferrari 275 P                     | 7:08:27.000                       | Verslag                           |               |
| 1965                              | John Surtees Ludovico Scarfiotti                      | SpA Ferrari SEFAC                 | Ferrari 330 P2                    | 6:53:05.400                       | Verslag                           |               |
| 1966                              | Phil Hill Jo Bonnier                                  | Chaparral Cars Inc.               | Chaparral 2D-Chevrolet            | 6:58:47.600                       | Verslag                           |               |
| 1967                              | Joe Buzzetta Udo Schütz                               | Porsche System Engineering        | Porsche 910                       | 6:54:12.900                       | Verslag                           |               |
| 1968                              | Vic Elford Jo Siffert                                 | Porsche System Engineering        | Porsche 908                       | 6:34:06.300                       | Verslag                           |               |
| 1969                              | Jo Siffert Brian Redman                               | Porsche System Engineering        | Porsche 908/02                    | 6:11:02.300                       | Verslag                           |               |
| 1970                              | Vic Elford Kurt Ahrens Jr.                            | Porsche Salzburg                  | Porsche 908/03                    | 6:05:21.200                       | Verslag                           |               |
| 1971                              | Vic Elford Gérard Larrousse                           | Martini Racing                    | Porsche 908/03                    | 5:51:49.300                       | Verslag                           |               |
| 1972                              | Ronnie Peterson Tim Schenken                          | SpA Ferrari SEFAC                 | Ferrari 312 PB                    | 6:01:40.200                       | Verslag                           |               |
| 1973                              | Jacky Ickx Brian Redman                               | SpA Ferrari SEFAC                 | Ferrari 312 PB                    | 5:36:53.400                       | Verslag                           |               |
| 750 kilometer van de Nürburgring  |                                                       |                                   |                                   |                                   |                                   |               |
| 1974                              | Jean-Pierre Jarier Jean-Pierre Beltoise               | Equipe Gitanes                    | Matra-Simca MS670C                | 4:07:24.100                       | Verslag                           |               |
| 1000 kilometer van de Nürburgring |                                                       |                                   |                                   |                                   |                                   |               |
| 1975                              | Arturo Merzario Jacques Laffite                       | Willi Kauhsen Racing Team         | Alfa Romeo 33TT12                 | 5:41:14.100                       | Verslag                           |               |
| 1976                              | Albrecht Krebs Dieter Quester                         | Schnitzer Motorsport              | BMW 3.5 CSL                       | 6:38:20.600                       | Verslag                           |               |
| 1977                              | Rolf Stommelen Tim Schenken Toine Hezemans            | Gelo Racing                       | Porsche 935                       | 5:58:30.500                       | Verslag                           |               |
| 1978                              | Klaus Ludwig Hans Heyer Toine Hezemans                | Gelo Racing                       | Porsche 935/77                    | 5:55:46.600                       | Verslag                           |               |
| 1979                              | Manfred Schurti Bob Wollek John Fitzpatrick           | Gelo Racing                       | Porsche 935/77                    | 5:57:35.100                       | Verslag                           |               |
| 1980                              | Rolf Stommelen Jürgen Barth                           | Joest Racing                      | Porsche 908/4 Turbo               | 5:52:15.100                       | Verslag                           |               |
| 1981                              | Hans-Joachim Stuck Nelson Piquet                      | GS Tuning                         | BMW M1 Gr.5                       | 2:16:50.860                       | Verslag                           |               |
| 1982                              | Michele Alboreto Teo Fabi Riccardo Patrese            | Martini Racing                    | Lancia LC1 Spyder                 | 5:54:10.830                       | Verslag                           |               |
| 1983                              | Jochen Mass Jacky Ickx                                | Porsche Racing International      | Porsche 956                       | 5:26:34.630                       | Verslag                           |               |
| 1984                              | Stefan Bellof Derek Bell                              | Rothmans Porsche                  | Porsche 956                       | 6:00:43.590                       | Verslag                           |               |
| 1985                              | Niet gehouden                                         | Niet gehouden                     | Niet gehouden                     | Niet gehouden                     | Niet gehouden                     | Niet gehouden |
| 1986                              | Henri Pescarolo Mike Thackwell                        | Kouros Racing Team                | Sauber C8-Mercedes                | 3:42:30.020                       | Verslag                           |               |
| 1987                              | Eddie Cheever Raul Boesel                             | Silk Cut Jaguar                   | Jaguar XJR-8                      | 5:55:53.120                       | Verslag                           |               |
| 1988                              | Jean-Louis Schlesser Jochen Mass                      | Team Sauber Mercedes              | Sauber-Mercedes C9                | 5:53:00.600                       | Verslag                           |               |
| 480 kilometer van de Nürburgring  |                                                       |                                   |                                   |                                   |                                   |               |
| 1989                              | Jean-Louis Schlesser Jochen Mass                      | Team Sauber Mercedes              | Sauber-Mercedes C9                | 2:47:14.599                       | Verslag                           |               |
| 1990                              | Jean-Louis Schlesser Mauro Baldi                      | Team Sauber Mercedes              | Mercedes-Benz C11                 | 2:39:15.913                       | Verslag                           |               |
| 430 kilometer van de Nürburgring  |                                                       |                                   |                                   |                                   |                                   |               |
| 1991                              | Derek Warwick David Brabham                           | Silk Cut Jaguar                   | Jaguar XJR-14                     | 2:23:41.028                       | Verslag                           |               |
| 1992- 1999                        | Niet gehouden                                         | Niet gehouden                     | Niet gehouden                     | Niet gehouden                     | Niet gehouden                     | Niet gehouden |
| 1000 kilometer van de Nürburgring |                                                       |                                   |                                   |                                   |                                   |               |
| 2000                              | Jan Magnussen David Brabham                           | Panoz Motor Sports                | Ford Panoz LMP1-Élan              | 5:45:55.173                       | Verslag                           |               |
| 2001- 2003                        | Niet gehouden                                         | Niet gehouden                     | Niet gehouden                     | Niet gehouden                     | Niet gehouden                     | Niet gehouden |
| 2004                              | Allan McNish Pierre Kaffer                            | Audi Sport UK Veloqx              | Audi R8                           | 6:00:32.64                        | Verslag                           |               |
| 2005                              | Tom Chilton Hayanari Shimoda                          | Zytek Motorsport                  | Zytek 04S                         | 6:01:06.739                       | Verslag                           |               |
| 2006                              | Jean-Christophe Boullion Emmanuel Collard Éric Hélary | Pescarolo Sport                   | Pescarolo C60-Judd                | 6:01:26.300                       | Verslag                           |               |
| 2007                              | Stéphane Sarrazin Pedro Lamy                          | Team Peugeot Total                | Peugeot 908 HDi FAP               | 6:01:13.628                       | Verslag                           |               |
| 2008                              | Stéphane Sarrazin Pedro Lamy                          | Team Peugeot Total                | Peugeot 908 HDi FAP               | 5:44:48.174                       | Verslag                           |               |
| 2009                              | Jan Charouz Tomáš Enge Stefan Mücke                   | Aston Martin Racing               | Lola-Aston Martin B09/60          | 5:57:26.595                       | Verslag                           |               |
| 2010                              | Wolfgang Pohl Daniel Schrey                           |                                   | Porsche Carrera RS                | 7:00:42.248                       | Verslag                           |               |
| 2011- 2012                        | Niet gehouden                                         | Niet gehouden                     | Niet gehouden                     | Niet gehouden                     | Niet gehouden                     | Niet gehouden |
| 2013                              | Maximilian Buhk Maximilian Götz Bernd Schneider       | HTP Motorsport                    | Mercedes-Benz SLS AMG GT3         | 6:00:46.354                       | Verslag                           |               |
| 2014                              | Laurens Vanthoor César Ramos Christopher Mies         | Belgian Audi Club Team WRT        | Audi R8 LMS ultra                 | 6:00:07.848                       | Verslag                           |               |
| 6 uur van de Nürburgring          |                                                       |                                   |                                   |                                   |                                   |               |
| 2015                              | Timo Bernhard Brendon Hartley Mark Webber             | Porsche Team                      | Porsche 919 Hybrid                | 6:01:16.966                       | Verslag                           |               |
| 2016                              | Timo Bernhard Brendon Hartley Mark Webber             | Porsche Team                      | Porsche 919 Hybrid                | 6:01:16.183                       | Verslag                           |               |
| 2017                              | Timo Bernhard Brendon Hartley Earl Bamber             | Porsche Team                      | Porsche 919 Hybrid                | 6:00:09.607                       | Verslag                           |               |
| 2018- 2019                        | Niet gehouden                                         | Niet gehouden                     | Niet gehouden                     | Niet gehouden                     | Niet gehouden                     | Niet gehouden |
| 2020                              | Matteo Cairoli Christian Engelhart Sven Müller        | Dinamic Motorsport                | Porsche 911 GT3-R (991.II)        | 6:01:08.058                       | Verslag                           |               |
| 3 uur van de Nürburgring          |                                                       |                                   |                                   |                                   |                                   |               |
| 2021                              | Mirko Bortolotti Andrea Caldarelli Marco Mapelli      | Orange 1 FFF Racing Team          | Lamborghini Huracán GT3 Evo       | 3:00:53.243                       | Verslag                           |               |
| 2022                              | Niet gehouden                                         | Niet gehouden                     | Niet gehouden                     | Niet gehouden                     | Niet gehouden                     | Niet gehouden |
| 2023                              | Raffaele Marciello Timur Boguslavskiy Jules Gounon    | AKKodis ASP Team                  | Mercedes-AMG GT3 Evo              | 3:01:33.369                       | Verslag                           |               |
| 2024                              | Marco Mapelli Jordan Pepper Franck Perera             | GRT Grasser Racing Team           | Lamborghini Huracán GT3 Evo 2     | 3:00:09.068                       | Verslag                           |               |